# The Gift (filme de 2000)
The Gift (prt: O Dom; bra: O Dom da Premonição) é um filme norte-americano do gênero suspense produzido no ano 2000. Foi dirigido por Sam Raimi e escrito por Billy Bob Thornton e Tom Epperson com base nas alegadas experiências psíquicas da mãe de Billy Bob Thornton.
No filme, o personagem principal Annie (Cate Blanchett) se torna envolvida em um assassinato misterioso depois de testemunhar o crime com seu segundo sentido. Outros personagens são interpretados por Keanu Reeves, Giovanni Ribisi, Hilary Swank, Katie Holmes e Greg Kinnear.

## Sinopse
Annie Wilson é uma viúva mãe de três filhos que possui dons psíquicos. Para ganhar dinheiro, Annie resolve utilizar seus poderes oferecendo leituras psíquicas aos moradores da cidade onde reside em Brixton, Georgia, o que lhe custa a desconfiança da ala mais conservadora da população.
Porém, tudo começa a piorar para Annie quando ela começa também a ver o lado negro das pessoas ao seu redor, ao mesmo tempo em que ocorre um brutal assassinato na cidade. Com isso, ela precisará utilizar seus dons psíquicos para auxiliar a polícia local a solucionar o assassinato.

## Elenco
- Cate Blanchett ... Annabelle 'Annie' Wilson
- Giovanni Ribisi ... Buddy Cole
- Keanu Reeves ... Donnie Barksdale
- Katie Holmes ... Jessica King
- Greg Kinnear ... Wayne Collins
- Hilary Swank ... Valerie Barksdale
- Michael Jeter ... Gerald Weems
- Kim Dickens ... Linda
- Gary Cole ... David Duncan
- J.K. Simmons ... Pearl Johnson
- Chelcie Ross ... Kenneth King